# Label bio de l'Union européenne

Logotype Agriculture Biologique (encore appelé Eurofeuille) destiné à l'identification commerciale des produits respectant la réglementation de l'Union européenne sur l'agriculture biologique.

Le label bio de l'Union européenne est un label de qualité certifiant qu'un produit commercialisé est conforme au règlement de l'Union européenne sur l'agriculture biologique, fondé sur l'interdiction des engrais et pesticides de synthèse. À partir du 1er juillet 2010, l'UE introduit un nouveau logo biologique de couleur verte appelé Eurofeuille.
Au minimum, le logo garantit que :
- 95 % ou plus des composants du produit sont issus d'une agriculture biologique respectant la réglementation UE ;
- le produit est conforme aux règles du système officiel d'inspection ;
- le produit provient directement de l'agriculteur producteur ou du transformateur agroalimentaire dans un emballage scellé ;
- le produit porte le nom de l'agriculteur producteur ou du transformateur agroalimentaire ou du distributeur et le nom ou le code de l'organisme d’inspection.

Le label Agriculture biologique (AB) a exactement le même sens que le label européen depuis 2009, sauf pour ce qui concerne les lapins, escargots, cailles et autruches pour lesquels il n'existe pas de cahier des charges européen. Pour retrouver des exigences bio plus sévères, correspondantes à l'ancien cahier des charges du label AB, il faut utiliser le label Bio Cohérence.
En France, depuis le 1er juillet 2010, l'apposition du logotype de ce label officiel de l'UE sur les produits alimentaires préemballés commercialisés et issus de l'agriculture biologique est obligatoire, le label AB originel devenant facultatif.

## Historique

Ancien logo du label européen de certification des produits issus de l'agriculture biologique.

Au sein de l’Union européenne, le premier règlement sur l'agriculture biologique est entré en vigueur en 1992 (règlement no 2092/91), suivi en août 1999, de règles relatives à la production, l'étiquetage et l'inspection en matière d'élevage (Règlement no 1804/1999). Les règles de base sont l'interdiction d'utiliser des engrais chimiques et pesticides ou herbicides de synthèse. L'utilisation d'organismes génétiquement modifiés (OGM) est également interdite.
Les produits labellisés Agriculture Biologique bénéficient d'un logo protégé au niveau européen.
Ensuite un « Plan d'action européen en matière d'alimentation et d'agriculture biologiques » a été élaboré par la Commission européenne (COM (2004) 415 final du 10.06.2004). Son but était de définir l'orientation de la politique européenne. Après consultations et débats, il a réuni un consensus des États membres de l'UE pour constituer encore aujourd'hui le socle de la politique européenne pour l'agriculture biologique. Ce plan contient 21 actions concrètes qui sont autant d'objectifs de développement autour de thèmes comme le marché des produits bio, y compris l'information au consommateur, le soutien des producteurs par le développement rural, et l'harmonisation du standard européen —c'est-à-dire le cahier des charges— et des contrôles y afférents.
La réalisation la plus visible de ce plan fut la proposition de la Commission européenne pour un nouveau règlement de l'agriculture biologique en 2005. Après de longs débats entre les États membres, et avec le Parlement européen, celui-ci rendit son avis le 22 mai 2007 (la rapporteuse était Marie-Christine Aubert, députée européenne Vert française). Un des points les plus épineux des débats concernait les OGM : en effet les OGM sont effectivement strictement interdits en bio et le règlement européen ne prévoit pas de seuil spécifique pour le bio. En conséquence, c'est le seuil applicable en agriculture conventionnelle, qui est de 0,9 %, qui reste d'application pour les produits bio. Au-delà de ce seuil, la réglementation générale oblige à mentionner la présence d'OGM sur les étiquettes, provoquant donc le déclassement automatique de produits bio qui contiendraient accidentellement des substances d'OGM. Cela signifie qu'en cas de contamination à un taux situé entre le seuil de détection (qui est de l'ordre de 0,1 %) et le taux de 0,9 %, un organisme de contrôle n'est pas dans l'obligation de retirer le certificat bio du produit. Les règlements horizontaux européens parlent de présence « fortuite et techniquement inévitable ». Le règlement bio permet aux agriculteurs biologiques, et aux opérateurs de la filière, de se fonder sur l'étiquetage des produits qu'ils emploient pour prouver leur bonne foi, afin de dégager leur responsabilité lorsqu'il n'y a pas eu de négligence de leur part. Le fait qu'il existe un risque théorique de traces d'OGM dans des produits bio a suscité des polémiques, certains y voyant une dérive laxiste de la norme européenne.        
Le nouveau règlement no 834/2007 du Conseil remplace l'ancien depuis le 1er janvier 2009. Il en reprend toutes les caractéristiques essentielles, précise quels sont les objectifs et les principes de l'agriculture biologique — qui jouissent désormais d'une reconnaissance formelle de l'UE — tout en établissant les niveaux de compétences en matière de législation bio : au Conseil des ministres (et au Parlement européen lorsque le traité instaurera la codécision) les grands principes et les objectifs, à la commission les règles détaillées d'application, et aux États membres les contrôles, ou du moins leur supervision, puisque ceux-ci sont généralement délégués à des organismes de contrôle indépendants. La Commission européenne a fixé les règles d'application détaillées par le règlement no 889/2008 . Le régime particulier des importations de produits labellisés Agriculture Biologique en provenance des pays tiers fait l'objet d'un règlement séparé , la commission devant progressivement établir des listes d'équivalence entre le standard de l'UE et celui de pays tiers ou celui employé par des organismes de contrôle opérant en dehors de l'UE.
Le nouveau logo bio de l'Union européenne a été sélectionné le 8 février 2010 par la commission. Il est sur fond vert, avec des étoiles disposées en forme de feuille. C'est le nouveau logo bio officiel qui figure obligatoirement sur les produits alimentaires bio préemballés produits dans l'Union européenne à partir du 1er juillet 2010.
En 2017, le conseil européen agricole annonce vouloir autoriser les pesticides et réduire les contrôles qualité dans la filière.
Le 14 juin 2018, l'Union Européenne a publié le règlement (UE) 2018/848 du 30 mai 2018 relatif à la production biologique et à l’étiquetage des produits biologiques, il abroge le règlement (CE) no 834/2007 à partir du 1er janvier 2021. Son application est reportée d'un an, au premier janvier 2022, du fait de la crise du Covid-19.
Points positifs, : 
- les produits bio importés en Union européenne doivent respecter les règles européennes (paragraphe 93),
- ce règlement autorise la commercialisation de semences de population (paragraphe 37) dont les semences paysannes,
- il autorise également les groupements de producteurs (article 3.14) ;
- la production biologique de plantes hors-sol reste prohibée (production hydroponique, paragraphe 28, production en bac tolérée durant 10 ans, paragraphe 30)[16].

Certaines mesures sont allégées, :
- les contrôles de conformité, auparavant annuels, passent à deux ans si trois visites annuelles consécutives n'ont pas révélé de problèmes (article 38),
- la perte du label bio en cas de contamination externe n'est pas automatique (article 29),
- la taille des élevages n'est pas limitée explicitement (Annexe II, règles de production détaillées, Partie II: Règles applicables à la production animale, paragraphe 1.6),
- certains produits phytopharmaceutiques sont autorisés (paragraphe 34 référençant le règlement 1107/2009 relatif aux produits phytopharmaceutiques).

## Cahier des charges
Il définit précisément les règles permettant d'être certifié. Selon l'Agence bio :

### Production végétale
- Les semences et plants employés doivent avoir obtenu le label bio de l'Union européenne, et ne doivent pas être issus d'OGM.
- « La fertilité et l'activité [biologique] du sol doivent être maintenues ou augmentées en priorité par des rotations de cultures, la culture d'engrais verts, le recyclage et le compostage des matières organiques », de préférence produites localement.
- La réglementation énumère d'autres engrais ou amendements d'origine naturelle[précision nécessaire], autorisés dans la mesure où ils ne proviennent pas d'élevages conventionnels.
- La protection contre les parasites, adventices et maladies doit favoriser la prévention par un meilleur choix des variétés, un travail du sol approprié, des rotations et associations de cultures, la plantation de haies. En cas d'attaque, la lutte biologique et d'autres moyens sont autorisés dans des conditions définies.

### Production animale
- Le choix des souches et des races doit être adapté à l'environnement local.
- Les animaux doivent être nés sur l'exploitation ou issus d'exploitations certifiées biologiques.
- Des cas particuliers[Lesquels ?] permettent d'assouplir ces règles dans des conditions spécifiées.
- L'élevage hors-sol est interdit.
- « Tous les animaux ont accès au parcours et les ruminants pâturent dès que les conditions le permettent. »
- Les animaux doivent avoir « accès à l'air, la lumière, l'espace [(paillé à l'intérieur des bâtiments)], lui permettant de se mouvoir librement ».
- « La taille des élevages est limitée selon le type d’animal et selon des densités [spécifiées]. »
- L'alimentation des animaux doit avoir une origine majoritairement locale. La proportion de nourriture locale est d'au moins 60% pour les ruminants et de 20% pour les volailles et porcs[4].
- 100 % de l'alimentation des animaux doit avoir obtenu le label bio de l'Union européenne, sauf cas particuliers (monogastriques).
- L'usage des OGM dans leur alimentation est interdite, l'usage des additifs est spécifiquement réglementée.
- Les jeunes mammifères doivent être nourris au lait maternel ou naturel (cf. Article 14, 1.d.vi)[18].
- Le gavage est interdit.
- La santé des animaux doit être basée sur la prévention, et en cas de soins, si des produits de phytothérapie, d'homéopathie ou autres sont appropriés, ils doivent être préférés aux « médicaments vétérinaires allopathiques chimiques de synthèse » (sic) (cf. Article 14 1.e.ii)[18]. Les antibiotiques ou médicaments de synthèse ne sont autorisés qu'en curatif, et la fréquence de leur usage est limité ; la plupart des mutilations pour faciliter la domestication ne sont autorisées qu'au cas par cas, comme la castration qui ne peut être pratiquée que sous anesthésie[4].
- D'autres médicaments vétérinaires sont utilisables dans un cadre spécifié[Lequel ?].

### Transformation
- « Au moins 95 % des ingrédients d’origine agricole (hors eau, sel et additifs) d'un produit [labellisé] doivent eux-mêmes porter ce label. » La réglementation spécifie les produits autorisés dans les 5 % restants.
- Les arômes ajoutés doivent être naturels.
- Seuls des additifs et auxiliaires spécifiés par la réglementation sont autorisés. Lorsqu'ils sont autorisés, c'est pour un usage précis. Par exemple, le charbon végétal (voir Charbon actif) est autorisé pour le fromage au lait de chèvre cendré ou le nitrite de sodium pour les transformations à base de viande[4].
- Les OGM sont interdits, des traces fortuites sont tolérées dans une limite de 0,9 %[19].

### Importation
Selon l'Agence bio, « Les produits biologiques importés dans l'Union européenne doivent avoir été produits et certifiés selon des règles au moins équivalentes à celles en vigueur dans l'Union européenne ». Un ensemble de règles et de contrôles sont mis en œuvre à chaque étape de la production et de l'importation.
Les produits importés et présentant ce label peuvent :
- provenir de pays tiers[Lesquels ?] dont la réglementation est considérée au moins équivalente à la réglementation européenne,
- avoir été contrôlés et certifiés par des organismes reconnus et supervisés par la CE,
- ou « avoir obtenu une autorisation d'importation délivrée par le ministère compétent d'un État membre » : le ministère de l'Agriculture pour la France.

### Autres
- Les traitements ionisants et l'osmose inverse sont interdits.
- Une exploitation se convertissant au label bio de l'Union européenne doit passer par un délai de conversion, variant selon les productions et les antécédents, notamment.
- La mixité entre production labellisée et non labellisée n'est autorisée que dans des cas particuliers, dans des conditions spécifiées.
- Dans des conditions particulières, telle qu'une offre insuffisante ou une catastrophe climatique, des dérogations peuvent être apportées à ces règles, dans un cadre spécifié.

## Critiques
Pour plusieurs organisations françaises de l'agriculture biologique, la transition du label français au label européen s'est faite en sacrifiant les compromis français sur la réglementation de l'agriculture biologique. En réaction, ces organisations se sont orientées vers la création d'un label plus strict, Bio Cohérence, reprenant la réglementation antérieure.
Selon Nature et Progrès, la réglementation de l'Union européenne sur l'agriculture biologique est focalisée sur les marchés, et ne constitue donc pas une reconnaissance de l'agriculture biologique, prise dans sa dimension globale.